# Raparna tantilla
Raparna tantilla är en fjärilsart som beskrevs av Swinhoe 1885. Raparna tantilla ingår i släktet Raparna och familjen nattflyn. Inga underarter finns listade.